# Крачковская, Вера Александровна
Ве́ра Алекса́ндровна Крачко́вская (7(19) сентября 1884, Санкт-Петербург — 4 января 1974, Ленинград) — советский востоковед, историк искусств. Была замужем за И. Ю. Крачковским.

## Биография
Родилась в семье флотского инженера. В девичестве — Фёдорова.
В 1919 году работала в Комиссии по изучению племенного состава при Кунсткамере и как художница — в Северном музее кооперации (Петроград).
В 1923 году окончила факультет истории изобразительного искусства (мусульманское отделение) Санкт-Петербургского института истории искусств, где её учителями были В. В. Бартольд, И. Ю. Крачковский, И. П. Кузьмин. К научным занятиям приобщилась в начале 1920-х годов. «Жена И. Ю. Крачковского, — писал В. В. Бартольд 4 января 1921 года, — занимается наукой и будет слушать мои лекции в Петроградском университете».
В 1923—1924 годах — научный сотрудник Института истории искусств.
В 1924—1926 годах — старший хранитель Отдела Кавказа, Ирана и Средней Азии Государственного Эрмитажа.
В 1935—1950 годах — преподаватель Ленинградского института философии, литературы и истории (ЛИФЛИ), восточного факультета Ленинградского государственного университета, в 1938—1939 годах — факультета искусствоведения в Академии художеств.
В 1942—1953 годах — старший научный сотрудник отдела Средней Азии Института истории материальной культуры АН СССР имени Н. Я. Марра.
В 1944 году была присвоена учёная степень доктора исторических наук (без защиты диссертации), в 1945 году — звание профессора по специальности «иранская филология».
Умерла в 1974 г. Похоронена на Литераторских мостках.

## Научное наследие
Автор около 130 работ.
Со временем приобрела известность как автор научных публикаций по истории и искусству Востока, в том числе Средней Азии. Среди них — «Арабские надгробия Музея палеографии Академии наук СССР» (1929), «Древнейший арабский документ из Средней Азии» (совместно с И. Ю. Крачковским, 1934), «Задачи арабской эпиграфики в СССР» (1937), «Изучение арабской эпиграфики в России за первую половину XIX в.», (1945), «Изразцы мавзолея Пир-Хусейна» (1946), «О средневековых текстильных изделиях в Средней Азии. Мервские ткани IX—X вв.» (1957), «Деревянные таблички из мусульманских погребений Западного Памира» (1963), «Материалы к истории ранних Аббасидов по арабским надписям» (1967).
Большой заслугой В. А. Крачковской является изучение и краткое описание коллекции исламской керамики в составе известного собрания Ханенко («Мусульманское искусство в собрании Ханенко», 1927). Она осмотрела «несколько сотен преимущественно самаркандских фрагментов… поливной и притом полихромной, сходной по типам с материалом из раскопок И. И. Веселовского и В. В. Бартольда на Афрасиабе». Время и способ приобретения этой среднеазиатской коллекции не были установлены, но, по сведениям С. М. Дудина, она «была составлена М. В. Столяровым, проживающим в Самарканде». Ко времени осмотра В. А. Крачковской (1925) коллекция находилась в Музее искусств Украинской Академии наук. Пыталась установить сходство среднеазиатской керамики с находками в Самарре (Месопотамия), считая возможным проникновение сюда керамики, изготовленной в Туркестане (в частности, в Самарканде).